# Danh sách quốc gia theo năm ra đời truyền hình

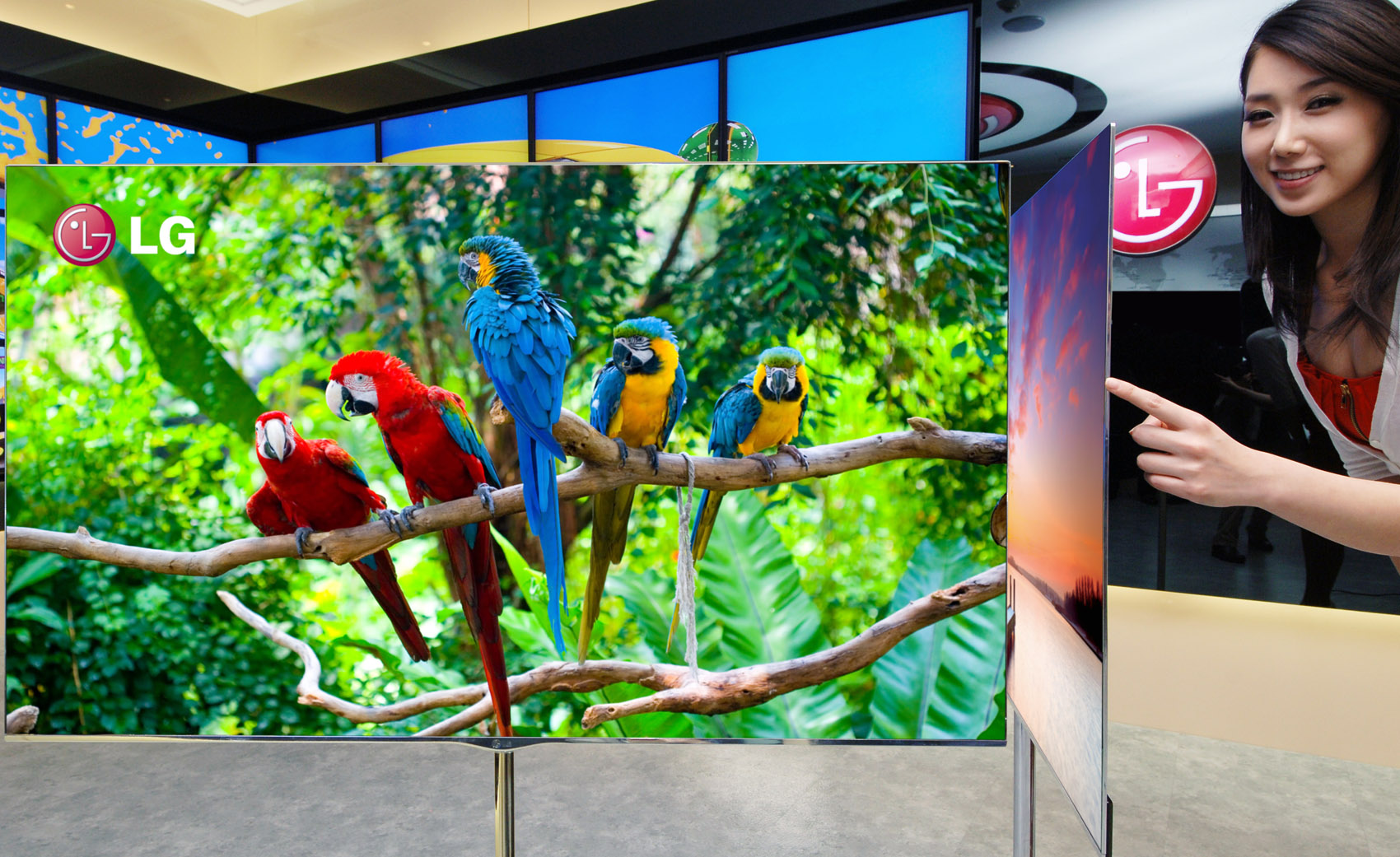
TV

Năm ra đời của truyền hình cho mỗi nước có thể khó xác định chính xác khi sự kiện đã xảy ra quá lâu, thường ở các nước phát triển truyền hình sớm.

## Danh sách theo năm truyền hình ra đời
| Nước                        | Năm    | Ghi chú |
| --------------------------- | ------ | --- |
| Afghanistan                 | 1978   | Bị cấm trong vùng Taliban quản lý. Phát không liên tục trong vùng chính phủ quản lý. |
| Ai Cập                      | 1960   | [ 2 ] |
| Albania                     | 1960   | [ 3 ] |
| Algérie                     | 1956   | [ 4 ] |
| Andorra                     | 1995   | [ 3 ] |
| Angola                      | 1976   | [ 3 ] |
| Antigua và Barbuda          | 1962   | [ 3 ] |
| Guinea Xích Đạo             | 1968   | [ 5 ] |
| Argentina                   | 1951   | [ 6 ] |
| Armenia                     | 1956   | [ 7 ] |
| Azerbaijan                  | 1956   | [ 3 ] |
| Ethiopia                    | 1964   | [ 3 ] |
| Úc                          | 1956   | Thử nghiệm từ 1934 |
| Bahamas                     | 1977   | [ 3 ] |
| Bahrain                     | 1973   | Phát liên tục từ 1975 |
| Bangladesh                  | 1964   | [ 3 ] [ 11 ] |
| Barbados                    | 1964   | [ 3 ] |
| Bỉ                          | 1953   | [ 12 ] |
| Belize                      | 1981   | 1981 có TH tư nhân ở Belize City. Không có TH công; xem được từ Mexico và từ vệ tinh. |
| Bénin                       | 1972   | Phát liên tục từ 1978 |
| Bhutan                      | 1999   | [ 3 ] |
| Bolivia                     | 1969   | [ 3 ] |
| Bosna và Hercegovina        | 1969   | [ 16 ] |
| Botswana                    | 2000   | Từ 1988 đã có phát lại chương trình nước ngoài. |
| Brasil                      | 1950   | [ 17 ] |
| Brunei                      | 1975   | [ 3 ] |
| Bulgaria                    | 1959   | [ 3 ] |
| Burkina Faso                | 1963   | [ 18 ] |
| Burundi                     | 1985   | [ 19 ] |
| Chile                       | 1957   | [ 3 ] |
| Đài Loan                    | 1962   | [ 3 ] |
| Trung Quốc                  | 1958   | [ 3 ] |
| Quần đảo Cook               | 1989   | [ 3 ] [ 20 ] |
| Costa Rica                  | 1960   | [ 3 ] |
| Đan Mạch                    | 1951   | Phát liên tục từ 1954 |
| Deutsches Reich             | 1935   | Thử nghiệm từ 1929, với đài phát của Paul Nipkow; năm 1944 gián đoạn vì chiến tranh. |
| CHLB Đức                    | 1952   | Thử nghiệm từ 1950 |
| CHDC Đức                    | 1952   | Thử nghiệm từ 1951 |
| Dominica                    | x      | Không có TH riêng, từ 1982 có TH cáp nước ngoài. |
| CH Dominica                 | 1952   | [ 24 ] |
| Djibouti                    | 1986   | Phát TH Pháp từ 1967 |
| Ecuador                     | 1959   | [ 26 ] |
| El Salvador                 | 1964   | [ 16 ] |
| Bờ Biển Ngà                 | 1963   | [ 27 ] |
| Eritrea                     | 1992   | [ 3 ] |
| Estonia                     | 1955   | [ 28 ] |
| Fiji                        | 1994   | Từ 1991 phát trên các đảo. |
| Phần Lan                    | 1957   | [ 3 ] |
| Pháp                        | 1939   | Thử nghiệm từ 1931. Năm 1940 gián đoạn vì chiến tranh, sau đó từ 1943 có TH ở hai vùng: vùng tự do và vùng Đức chiếm đóng. |
| Gabon                       | 1963   | [ 31 ] |
| Gambia                      | 1995   | [ 3 ] |
| Gruzia                      | 1956   | [ 3 ] |
| Ghana                       | 1965   | [ 32 ] |
| Grenada                     | 1980   | [ 33 ] |
| Hy Lạp                      | 1966   | Thử nghiệm từ 1961 |
| Guatemala                   | 1956   | [ 3 ] |
| Guinée                      | 1977   | [ 3 ] |
| Guiné-Bissau                | 1997   | Thử nghiệm 1989 |
| Guyana                      | 1993   | [ 19 ] |
| Haiti                       | 1959   | [ 3 ] |
| Honduras                    | 1959   | [ 36 ] |
| Ấn Độ                       | 1959   | Thử nghiệm từ 1958, sau đó chỉ phát ở Delhi, Từ 1965 phát hàng ngày, từ 1975 phát ở 7 bang lớn, từ 1982 toàn quốc. |
| Indonesia                   | 1962   | [ 3 ] |
| Iraq                        | 1956   | [ 16 ] |
| Iran                        | 1959   | [ 40 ] |
| Ireland                     | 1961   | Từ 1955 thu được TH từ Bắc Ireland. |
| Iceland                     | 1966   | [ 43 ] |
| Israel                      | 1968   | Thử nghiệm phát ảnh từ 1966. |
| Ý                           | 1954   | [ 45 ] |
| Jamaica                     | 1959   | [ 3 ] |
| Nhật Bản                    | 1953   | Thử nghiệm từ 1939, 1940 gián đoạn vì chiến tranh, Thử nghiệm trở lại từ 1948. |
| Bắc Yemen                   | 1975   | [ 10 ] [ 48 ] |
| Nam Yemen                   | 1964   | [ 49 ] |
| Jordan                      | 1968   | [ 10 ] [ 50 ] |
| Nam Tư                      | (1956) | Không có TH chung trong Liên bang, từ 1956 đến 1975 lập các đài của nước thành viên. |
| Campuchia                   | 1966   | 1975 gián đoạn vì chiến tranh, lập lại 1979 |
| Cameroon                    | 1985   | [ 52 ] |
| Canada                      | 1953   | [ 53 ] |
| Cabo Verde                  | 1984   | [ 54 ] |
| Kazakhstan                  | 1958   | Dữ liệu khác: 1959 |
| Qatar                       | 1970   | Phát liên tục từ 1975 |
| Kenya                       | 1962   | [ 56 ] |
| Kyrgyzstan                  | 1958   | [ 57 ] |
| Kiribati                    | 2004   | [ 58 ] |
| Colombia                    | 1954   | [ 3 ] |
| Comoros                     | 2004   | [ 3 ] |
| CHDC Congo                  | 1966   | [ 59 ] |
| CH Congo                    | 1962   | [ 60 ] |
| CH DCND Triều Tiên          | 1963   | Thử nghiệm từ 1961 |
| Hàn Quốc                    | 1961   | [ 3 ] |
| Kosovo                      | 1975   | [ 16 ] |
| Croatia                     | 1956   | [ 3 ] |
| Cuba                        | 1950   | [ 62 ] |
| Kuwait                      | 1957   | TV tư nhân, quốc hữu hóa 1961. |
| Lào                         | 1983   | [ 65 ] |
| Lesotho                     | 1988   | [ 3 ] |
| Latvia                      | 1954   | [ 3 ] |
| Liban                       | 1959   | [ 3 ] |
| Liberia                     | 1964   | [ 66 ] |
| Libya                       | 1957   | [ 3 ] |
| Liechtenstein               | 1992   | |
| Litva                       | 1957   | [ 3 ] |
| Luxembourg                  | 1955   | |
| Madagascar                  | 1967   | [ 67 ] |
| Malawi                      | 1999   | Tổng thống Hastings Kamuzu Banda (1964–1994) cấm phát TV. |
| Malaysia                    | 1963   | [ 3 ] |
| Maldives                    | 1978   | [ 3 ] |
| Mali                        | 1983   | [ 68 ] |
| Malta                       | 1961   | [ 69 ] |
| Maroc                       | 1962   | [ 3 ] [ 10 ] |
| Quần đảo Marshall           | 1976   | [ 20 ] |
| Mauritanie                  | 1983   | [ 3 ] |
| Mauritius                   | 1965   | Thử nghiệm từ 1964 |
| Bắc Macedonia               | 1964   | [ 3 ] |
| México                      | 1950   | Thử nghiệm từ 1946 |
| Liên bang Micronesia        | (1975) | Chuuk 1975, Yap 1979, Pohnpei 1984, Kosrae 1993 |
| Moldova                     | 1958   | [ 74 ] |
| Monaco                      | 1954   | [ 3 ] |
| Mông Cổ                     | 1967   | [ 3 ] |
| Montenegro                  | 1971   | [ 3 ] |
| Mozambique                  | 1981   | [ 3 ] |
| Myanmar                     | 1981   | [ 75 ] |
| Namibia                     | 1981   | [ 76 ] |
| Nauru                       | 1991   | [ 3 ] |
| Nepal                       | 1985   | [ 3 ] |
| New Zealand                 | 1960   | Thử nghiệm từ 1951 |
| Nicaragua                   | 1955   | [ 78 ] |
| Hà Lan                      | 1951   | [ 79 ] |
| Niger                       | 1964   | Phát ảnh TV từ 1978 |
| Nigeria                     | (1959) | Tây Nigeria 1959, Đông Nigeria 1960, Bắc Nigeria 1962 |
| Niue                        | 1986   | [ 20 ] |
| CH Bắc Síp                  | 1976   | [ 84 ] |
| Na Uy                       | 1960   | Thử nghiệm từ 1954 |
| Oman                        | 1974   | [ 3 ] |
| Áo                          | 1958   | Thử nghiệm từ 1955 |
| Đông Timor                  | 2000   | [ 3 ] |
| Pakistan                    | 1964   | [ 3 ] [ 11 ] |
| Palestine                   | 1994   | [ 3 ] |
| Palau                       | 1974   | [ 20 ] |
| Panama                      | 1962   | [ 3 ] |
| Papua New Guinea            | 1987   | [ 3 ] |
| Paraguay                    | 1965   | [ 3 ] |
| Perú                        | 1958   | [ 3 ] |
| Philippines                 | 1953   | [ 86 ] |
| Ba Lan                      | 1952   | Thử nghiệm từ 1937, 1939 gián đoạn vì chiến tranh. |
| Bồ Đào Nha                  | 1956   | [ 3 ] |
| Rhodesia & Zambia & Malawi  | 1960   | 1960 ở Nam Rhodesia (nay là Zimbabwe), 1961 ở Bắc Rhodesia, không có ở Nyasaland |
| Rwanda                      | 1992   | [ 3 ] |
| România                     | 1956   | [ 3 ] |
| Nga                         | (1938) | Thời Liên Xô thì khác với các nước CH khác, tại CHLB Nga TV đồng nhất với TH của Liên Xô, cho đến năm 1991 . |
| Quần đảo Solomon            | 1992   | [ 20 ] |
| Zambia                      | 1965   | Từ 1961 là vùng của TH Rhodesia & Nyasaland |
| Samoa                       | 1993   | [ 20 ] |
| San Marino                  | 1994   | Thử nghiệm từ 1993 |
| São Tomé và Príncipe        | 1972   | [ 3 ] |
| Ả Rập Xê Út                 | 1965   | [ 3 ] |
| Thụy Điển                   | 1956   | [ 3 ] |
| Thụy Sĩ                     | 1953   | |
| Sénégal                     | 1965   | [ 91 ] |
| Serbia                      | 1958   | [ 16 ] |
| Seychelles                  | 1983   | [ 92 ] |
| Sierra Leone                | 1963   | [ 3 ] |
| Zimbabwe                    | 1964   | Từ 1960 là vùng của TH Rhodesia & Nyasaland |
| Singapore                   | 1963   | [ 94 ] |
| Slovakia                    | 1970   | [ 95 ] |
| Slovenia                    | 1958   | [ 16 ] |
| Somalia                     | 1983   | [ 3 ] |
| Liên Xô                     | 1938   | Thử nghiệm từ 1931, gián đoạn vì chiến tranh, khôi phục 1945/1947 |
| Tây Ban Nha                 | 1956   | Thử nghiệm từ 1948 |
| Sri Lanka                   | 1982   | [ 3 ] |
| Saint Kitts và Nevis        | 1972   | [ 3 ] |
| Saint Lucia                 | 1967   | [ 3 ] |
| Saint Vincent và Grenadines | 1980   | [ 3 ] |
| Nam Phi                     | 1976   | [ 3 ] |
| Sudan                       | 1962   | [ 3 ] |
| Nam Sudan                   | 2010   | Từ 1975 là TV Sudan phát ở vùng nam. TV Nam Sudan chính thống lập sau khi độc lập. |
| Suriname                    | 1965   | [ 3 ] |
| Eswatini                    | 1978   | [ 3 ] |
| Syria                       | 1960   | [ 3 ] |
| Tajikistan                  | 1959   | [ 101 ] |
| Tanzania                    | 1973   | [ 19 ] |
| Thái Lan                    | 1958   | [ 3 ] |
| Togo                        | 1973   | [ 3 ] |
| Tonga                       | 2000   | Tư nhân từ 1984, Từ 1991 có TV tư nhân Mỹ |
| Trinidad và Tobago          | 1962   | [ 3 ] |
| Tchad                       | 1989   | [ 102 ] |
| Cộng hòa Séc                | 1970   | [ 103 ] |
| Tiệp Khắc                   | 1954   | [ 103 ] |
| Tunisia                     | 1966   | Từ 1972 toàn quốc |
| Thổ Nhĩ Kỳ                  | 1968   | [ 104 ] |
| Turkmenistan                | 1959   | [ 105 ] |
| Tuvalu                      | 1996   | [ 20 ] |
| Uganda                      | 1962   | [ 3 ] |
| Ukraina                     | 1956   | Thử nghiệm 1939, khôi phục từ 1951 |
| Hungary                     | 1957   | [ 3 ] |
| Uruguay                     | 1956   | [ 3 ] |
| Uzbekistan                  | 1956   | [ 107 ] |
| Vanuatu                     | 1992   | [ 20 ] |
| Thành Vatican               | 1983   | [ 3 ] |
| Venezuela                   | 1964   | [ 3 ] |
| Các TVQA Thống nhất         | (1969) | Abu Dhabi 1969, Dubai 1974, Sharjah 1989 |
| Hoa Kỳ                      | (1938) | Do nước rộng lớn và nhiều cơ sở thử nghiệm, nên hiện không xác định được thời điểm khởi đầu. Thường coi 1928 thử nghiệm bắt đầu. Năm 1938 bắt đầu phát thường kỳ tại New York và Los Angeles. Các đài phát không theo chuẩn NTSC 441 dòng đưa ra năm 1941 được coi là thử nghiệm phi thương mại. |
| Anh Quốc                    | 1936   | Thử nghiệm từ 1929, 1939 gián đoạn vì chiến tranh, khôi phục năm 1946. |
| Việt Nam                    | 1970   | Kế tục từ Việt Nam Dân Chủ Cộng Hòa ở miền bắc |
| Việt Nam Cộng hòa           | 1966   | [ 112 ] |
| Belarus                     | 1956   | [ 3 ] |
| Trung Phi                   | 1974   | Dữ liệu khác: 1983 |
| Síp                         | 1957   | [ 3 ] |